# Motuproprij
Motuproprij (latinsko motu proprio - slovensko: po svojem nagibu, iz svojega lastnega nagiba) je papeška listina (lako tudi kraljeva), ki jo je objavil na svojo lastno pobudo oziroma iz svojega lastnega nagiba. 
Papež ga lahko naslovi na celotno Cerkev, na delno Cerkev ali škofijo, kakor tudi na posameznike. Motuproprij ima svoj učinek zaradi papeškega ali vladarjevega ugleda ne glede na vsebino. 

Prvi motuproprij je objavil Inocenc VIII. 1484, in sicer bulo Summis desiderantes z dne 5. decembra 1484, kjer je nastopil zoper ukvarjanje z magijo in čaranjem. 

Motuproprij je običajna oblika papeških listin, zlasti kadar gre za utrjevanje ustroja Cerkve, raznih ustanov (zlasti finančnih), kadar gre za manjše spremembe zakonskih postopkov ali kadar podeljuje papež ugodnosti posameznikom ali ustanovam. 